# جایگاه صفت کمی
یک جایگاه صفت کمی (QTL) یک جایگاه کروموزومی (بخشی از DNA) است که با تنوع یک صفت کمی در فنوتیپ جمعیت یک جاندار ارتباط دارد. QTLها با مشخص کردن نشانگرهای مولکولی (مانند SNPها یا AFLPها) با یک ویژگی مشاهده‌شده، نقشه‌برداری می‌شوند. این بیشتر یک گام اولیه در شناسایی و تعیین توالی ژن‌های حقیقی است که باعث تنوع در صفات می‌شوند. 

## تعریف
یک جایگاه صفت کمی (QTL) بخشی از DNA است که با یک ویژگی فنوتیپی خاص، که متنوع بوده و می‌توان آن را به اثرات چندژنی، یعنی حاصل دو یا چند ژن، و محیط آن‌ها نسبت داد. این QTLها اغلب در کروموزوم‌های مختلف یافت می‌شوند. شمار QTLها که تنوع در ویژگی فنوتیپی را توضیح می‌دهد، نشانگر معماری ژنتیکی یک صفت است. این ممکن است به‌طور مثال نشان دهد که ارتفاع گیاه توسط بسیاری از ژن‌های کم‌اثر یا چند ژن با اثر بزرگ کنترل می‌شود.